# Françoise-Marie de Bourbon
Françoise-Marie de Bourbon, Ducesă de Orléans (4 mai 1677 - 1 februarie 1749) a fost cel de-al șaselea copil nelegitim și ultima fiică a lui Ludovic al XIV-lea al Franței și a celei mai faimoase metrese, Madame de Montespan.

## Biografie
Marie-Françoise s-a născut la Castelul Maintenon, care îi aparținea Doamnei de Maintenon din 1674.
Ea și fratele ei mai mic au fost crescuți de Doamna Monchevreuil, de Colbert și de Jussac. Cât a fost copil, ocazional, era dusă la Versailles pentru a-și vizita părinții.

Ca și sora ei mai mare, Louise-Françoise de Bourbon (Mademoiselle de Nantes), ea a moștenit frumusețea mamei sale. De asemenea, era foarte mândră de strămoșii săi regali și de sângele albastru al Casei de Bourbon moștenit de la tatăl său.

### Mademoiselle de Blois
La 22 noiembrie 1681, la vârsta de patru ani și jumătate, Marie-Françoise a fost recunoscută de Ludovic al XIV-lea și a primit titlul de Mademoiselle de Blois, titlu deținut anterior de sora sa vitregă, Marie Anne de Bourbon, fiica recunoscută a lui Ludovic și a Louisei de La Vallière. În actul de recunoaștere, numele mamei n-a fost menționat deoarece Madam de Montespan era căsătorită cu marchizul de Montespan care ar fi putut cere paternitatea copilului. În timpul nașterii sale, relația dintre părinții ei era pe sfârșite din cauza posibilei implicări a Doamnei de Montespan în "Afacerea otrăvurilor".
Frații ei mai mari Louis Auguste și Louise Françoise au fost recunoscuți la 19 decembrie 1673 de tatăl lor și, de asemenea, recunoscuți de Parlamentul din Paris. Fratele mai mic al Mariei-Françoise, Louis Alexandre, a fost recunoscut în același timp cu Marie-Françoise și a primit titlu de conte de Toulouse. A rămas apropiată de fratele ei mai mic întreaga viață, la fel ca și de Louis Auguste, ducele de Maine.
Deși după "Afacerea otrăvurilor", încrederea regelui în Madame de Montespan s-a diminuat rapid, el a continuat să-i facă cadouri și a asigurat pentru fiica lor mai mică, Françoise Marie, o căsătorie avantajoasă și profitabilă.

## Căsătorie

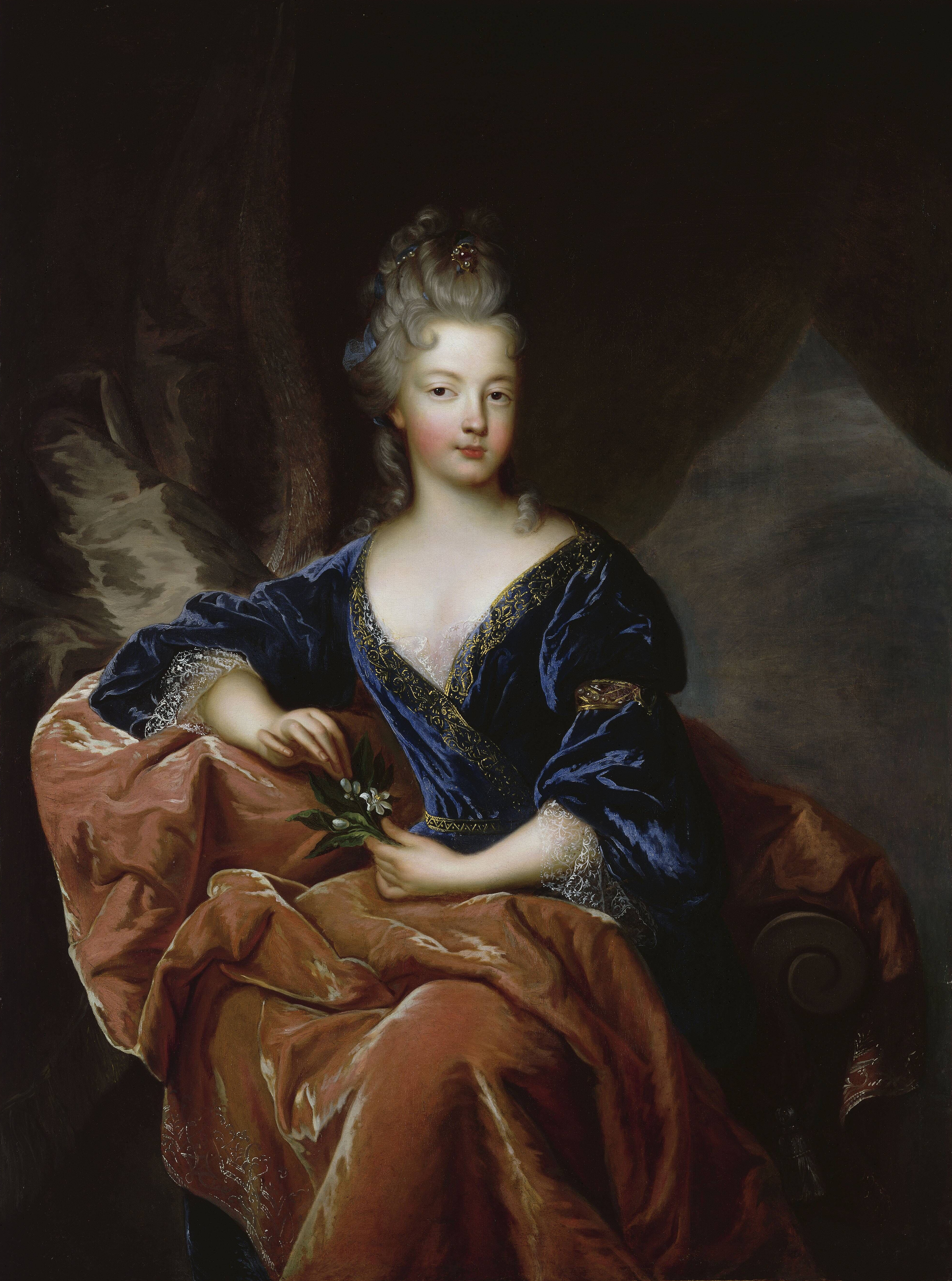
Françoise Marie, François de Troy.

Căsătoria aranjată de Ludovic al IV-lea pentru Françoise Marie a fost cea cu vărul ei primar,Filip, Duce de Orléans, singurul fiu al fratele regelui, Filip al Franței, duce de Orléans. Acesta a fost un șoc pentru mama lui Filip, Elizabeth Charlotte, Prințesă Palatină, a căror prejudecăți față de bastarzii cumnatului ei erau bine cunoscute.
Cu ocazia căsătoriei, Ludovic al XIV-lea i-a dăruit fratelui și cumnatei sale Palatul regal, unde cei doi își aveau reședința. De asemenea, Ludovic al XIV-lea a promis un post militar important Ducelui de Chartres și a dăruit 100.000 de livre favoritului Ducelui de Orléans, Cavalerul de Lorraine.

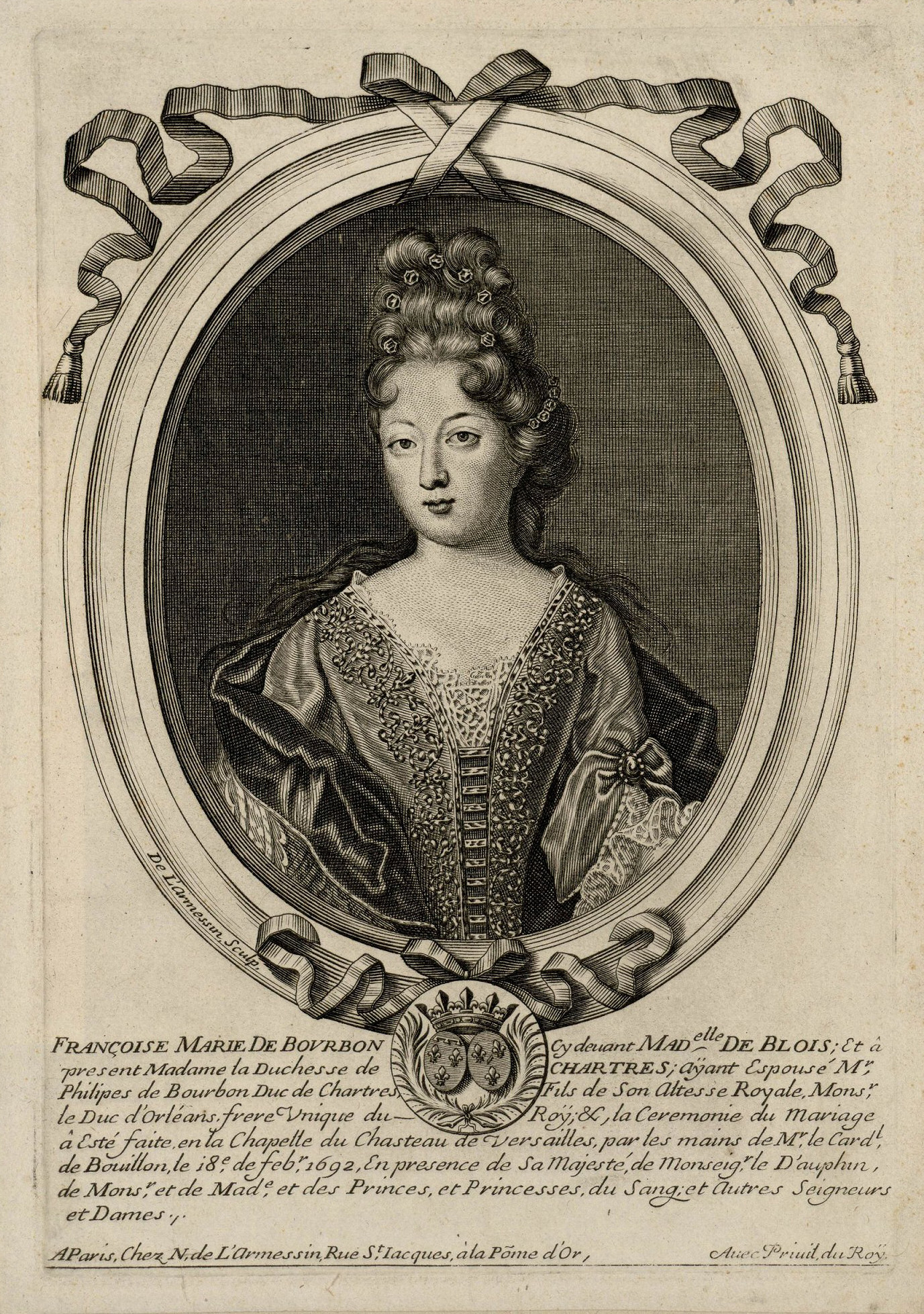
Françoise Marie de Bourbon în 1692

Françoise Marie și Filip d'Orléans s-au căsătorit la 18 februarie 1692 la Palatul Versailles. Slujba a fost condusă de cardinalul de Bouillon. În 1685 cardinalul de Bouillon a refuzat să ia parte la căsătoria dintre Ducele de Bourbon și sora lui Françoise Marie, Mademoiselle de Nantes; regele l-a exilat însă a fost rechemat pentru căsătoria lui Françoise Marie cu Ducele de Chartres. După ceremonie a avut loc un banchet în Sala Oglinzilor.  Madame de Montespan n-a fost invitată la nunta propriei fiice.
Mariajul n-a fost unul fericit. Nu la mult timp după căsătoria lor, Filip ridiculiza deschis temperamentul soției sale cu porecla Madame Lucifer. Soacra lui Françoise a spus că în primii ani de căsătorie, Françoise Marie a fost beată de trei-patru ori pe săptămână.
De la tatăl ei, Françoise Marie a primit o dotă de două milioane de livre, de două ori mai mult decât sora sa mai mare, Louise Françoise, care se căsătorise cu Ducele de Bourbon. Această diferență a dus la animozități între cele două surori.. Dota n-a fost plătită până când războiul de nouă ani nu s-a terminat.. Ca protest la diferența de dotă, Louise Françoise nu și-a făcut apariția la petrecerea de logodnă din 17 februarie, cu o zi înaintea nunții. .
Cum soțul ei era nepotul legitim al regelui Ludovic al XIII-lea al Franței, Françoise Marie a devenit petite-fille de France. Fiind noua ducesă de Chartres, Françoise Marie era următoarea ca prioritate după Ducesa de Burgundia (soția nepotului lui Ludovic al XIV-lea) și soacra sa, Ducesa de Orléans.
Din căsătorie au rezultat opt copii; unii dintre ei au intrat prin căsătorie în alte familii regale europene în timpul regenței soțului ei pentru regele minor Ludovic al XV-lea al Franței.

## Ducesă de Orléans

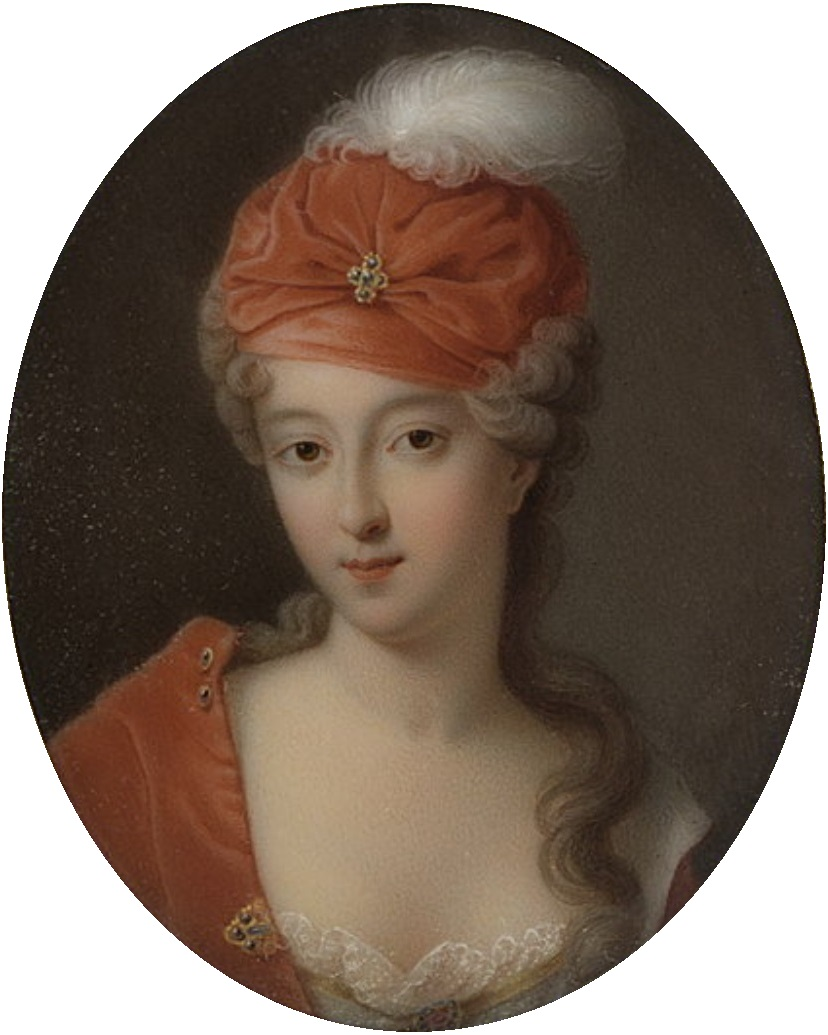
Françoise-Marie, ducesă de Orléans, c.1710

În 1701, după decesul tatălui său, soțul ei a devenit Duce de Orléans, șeful Casei de Orléans și moștenitor al titlurilor și domeniilor tatălui său. Noua Ducesă de Orléans deține cel mai înalt rang din regat cu excepția Delfinei, Ducesa de Burgundia. Socrul său a murit la Saint-Cloud după o ceartă cu Ludovic al XIV-lea la Marly cu privire la amanta însărcinată a Ducelui de Chartres, Marie-Louise de Séry, în fața lui Françoise Marie.. Socrul și în același timp unchiul ei n-o plăcea pe Françoise Marie.
În timp ce soțul ei ducea o viață desfrânată, Françoise Marie trăia liniștită, fără scandaluri, spre deosebire de surorile sale, Prințesa de Conti și Ducesa de Bourbon și de fratele ei mai mare, Ducele de Maine. Plină de duh și de farmec, Françoise Marie a preferat compania verișoarei ei Ducesa de Sforza. Cercul ei intim includea și alți veri. Doama ei de onoare era contesa de Castries născută Marie Élisabeth de Rochechouart, care era fiica fratelui mamei ei, Ducele de Vivonne. Cavalerul ei de onoare era contele de Castries. De asemenea, ea era apropiată de o altă verișoară, Diane Gabrielle Damas de Thianges, fiica frumoasei Gabrièlle de Rochechouart de Mortemart (mătușa lui Françoise Marie) și soția lui Philippe Jules Mancini.
În 1703 la Versailles, Françoise Marie a născut un fiu care a continuat linia Orléans. Odată informat de nașterea copilului, Ludovic al XIV-lea i-a dat numele Ludovic și i-a dăruit pensii acordate în mod normal unui prinț de sânge. Micul Ludovic și mama sa Françoise Marie au fost întotdeauna foarte apropiați unul de celălalt. Elizabeth Charlotte își plângea nepotul că seamănă mai mult cu mama sa decât cu tatăl său.
La două zile după aniversarea zilei sale de naștere în 1707, Françoise Marie și-a pierdut mama, care din momentul în care a părăsit curtea în 1691 era într-o severă penitență. Tatl ei a interzis copiilor să poarte haine cernite după mama lor însă în onoarea ei, Ducesa de Orléans, Ducesa de Bourbon și Contele de Toulouse au refuzat să meargă la adunările de la curte. Pe de altă parte, fratele lor mai mare, Ducele de Maine, cu greu putea să-și ascundă bucuria morții mamei lui; era singurul moștenitor al marii ei averi inclusiv Castelul de Clagny, locul nașterii contelui de Toulouse în 1678..
După decesul Prințului de Condé în 1709, rangul de Primul Prinț de Sânge a fost oficial transferat de la Casa de Condé Casei de Orléans. Ducele de Orléans a devenit Monsieur le Prince iar Françoise Marie Madame la Princesse. Totuși niciodată n-au folosit aceste titluri.

Acest transfer de ranguri de la Casa de Condé către Casa de Orléans a agravat rivalitatea dintre Françoise Marie și sora sa mai mare Louise Françoise care era acum Prințesă de Condé și care a folosit titlul de Madame la Duchesse până când a murit în 1743. și care a rămas cunoscută drept Ducesa de Bourbon.
În competiție cu sora sa mai mare pentru statut social, Françoise Marie voia de asemenea pentru copiii ei căsătorii bune. În 1710, cel mai mic nepot legitim al regelui Ludovic al XIV-lea, Ducele de Berry, era necăsătorit. S-a zvonit că se va căsători cu Louise Élisabeth de Bourbon, fiica lui Louise Françoise, Ducesă de Bourbon. Françoise Marie a încercat să prevină căsătoria și a stabilit relații apropiate între ea și tron. La 6 iulie 1710 a asigurat căsătoria fiicei ei mai mari Marie Louise Élisabeth d'Orléans cu Ducele de Berry.
La 9 aprilie 1714 Françoise Marie a fost rugată să-și boteze nepoata Louise Françoise de Bourbon, singura fiică a fratelui ei mai mare, Ducele de Maine. Louise Françoise a fost numită în onoarea mătușii sale, Françoise Marie și cunoscută la curte drept Mademoiselle du Maine. Françoise Marie a fost ajutată de micul Delfin, viitorul rege Ludovic al XV-lea.
După decesul străbunicului său Ludovic al XIV-lea în 1715, Delfinul în vârstă de cinci ani a devenit noul rege al Franței. A fost o mare tensiune între fratele mai mare al lui Françoise Marie, Ducele de Maine, și soțul ei, Ducele de Orléans legat de cine ar trebui să fie numit regent în timpul minoratului noului rege. Parlamentul din Paris a decis în favoarea soțului ei. Ca soție a conducătorului Franței, Françoise Marie a devenit cea mai importantă doamnă din regat. În martie 1719 ea a achiziționat Castelul Bagnolet din apropierea Parisului iar după moartea sa acesta a trecut fiului ei, Louis d'Orléans, Louis le Pieux.

### Viața de familie

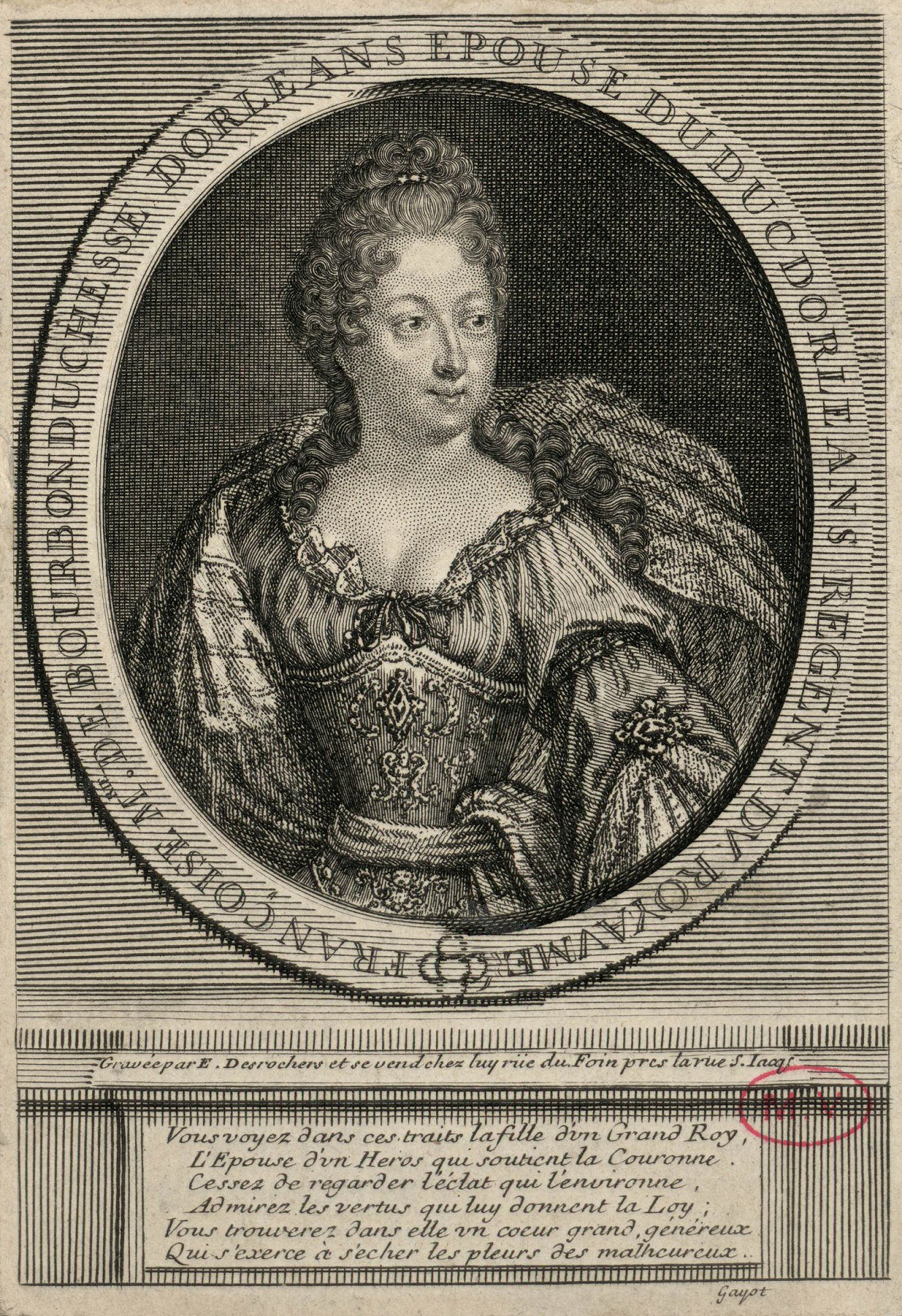
Françoise Marie în timpul regenței soțului ei; de Etienne Jahandier Desroches

Multele ei fiice erau bine cunoscute pentru comportamentul promiscuu. După ce legătura dintre fiica ei favorită, Charlotte Aglaé, cu libertinul Armand, Duce de Richelieu a fost descoperită, Françoise Marie și soțul ei au încercat să-i găsească fetei un soț eligibil. Alegerea lor a căzut asupra Prințului Ereditar de Modena (viitorul Duce de Modena). În același timp a fost descoperită Conspirația Cellamare. Ducele și Ducesa de Maine ca și Ducele de Richelieu au fost arestați pentru participare și închiși temporar. Mai înainte, Françoise Marie a încerat o căsătorie între una din fiicele ei Louise Adélaïde sau Charlotte Aglaé și fiul Ducelui de Maine, Louis Auguste, Prinț de Dombes, însă amândouă și-au refuzat vărul.
În 1721, aranjamentele maritale cu familia regală spaniolă au dus la căsătoria a două dintre fiicele sale, Louise Élisabeth și Philippine Élisabeth. Louise Élisabeth s-a căsătorit cu infantele Luis Felipe al Spaniei, moștenitor al tronului Spaniei iar Philippine Élisabeth cu fratele vitreg mai mic al lui Luis Felipe, infantele Carlos al Spaniei.
După decesul soțului ei în decembrie 1723, Françoise Marie s-a retras la Saint-Cloud. În 1724, fiul ei, noul Duce de Orléans, s-a căsătorit cu Margravina Johanna de Baden-Baden, fiica unui fost inamic al tatălui său. Înaintea acestei căsătorii, printre potențialele mirese erau incluse verișoara lui primară, Élisabeth Alexandrine de Bourbon, și două Mari Ducese ruse, Marea Ducesă Anna și sora sa, Marea Ducesă Elisabeta, ambele fiicele Țarului Petru I al Rusiei. Fiul lui Françoise Marie nefiind fils sau petit-fils de France nu s-a ridicat la rangul Marilor Ducese.
În 1725, Françoise Marie a văzut căsătoria dintre Ludovic al XV-lea și prințesa poloneză Maria Leszczyńska. Pe măsură ce se nășteau fiicele noului cuplu, poziția lui Françoise Marie la curte s-a diminuat. A doua fiică din cele opt ale regelui, Madame Henriette, s-a îndrăgostit de nepotul lui Françoise Marie, Louis Philippe d'Orléans. Ludovic al XV-lea n-a permis o astfel de alianță deoarece nu voia ca familia Orléans să se apropie atât de tare de tronul Franței.
Françoise Marie a negociat cu nepoata sa, Louise Élisabeth de Bourbon, o căsătorie între nepotul ei și frumoasa fiică a lui Louise Élisabeth de Bourbon, Louise Henriette de Bourbon. Această căsătorie a unit un nepot al lui Françoise Marie cu un nepot al surorii și rivalei sale, Ducesa de Bourbon. Françoise Marie a trăit să vadă, în 1747, nașterea fiului lor, viitorul Philippe Égalité.
În decembrie 1744 la Palatul Versailles, nepoata sa, Prințesa Maria Teresa Felicitas de Modena s-a căsătorit cu Ducele de Penthièvre; Penthièvre era singurul fiu legitim al fratelui mai mic al lui Françoise Marie, Contele de Toulouse. Din această căsătorie s-a născut strănepotul ei, viitorul rege al Franței, Ludovic Filip I. 
Françoise Marie a murit la 1 februarie 1749 la palatul regal după o perioadă lungă de boală. A fost ultimul copil supraviețuitor al regelui Ludovic al XIV-lea. A trăit cu 26 de ani mai mult decât soțul ei. Atunci când a murit mai trăiau doar doi dintre copiii săi: Charlotte Aglaé și Louis, Duce de Orléans. A fost înmormântată la biserica Madeleine de Trainel (Église de la Madeleine de Tresnel) din Paris, o veche biserică benedictină.